# Szabadságtelep megállóhely
Szabadságtelep megállóhely egy budapesti HÉV-megállóhely, melyet a MÁV-HÉV Helyiérdekű Vasút Zrt. (MÁV-HÉV) üzemeltet. Nevét Szabadságtelepről kapta, amely egykor Csömör része volt, 1950-ben, Nagy-Budapest létrehozásakor a fővároshoz csatolták.
A 21 104-es számú mellékút szabadságtelepi szakasza (Timur utca) közelében helyezkedik el, attól rövid sétával érhető el.

## Forgalom
| Járat | Útvonal | Gyakoriság       |
| ----- | --- | ---------------- |
|       | Örs vezér tere – Rákosfalva – Nagyicce – Sashalom – Mátyásföld, repülőtér – Mátyásföld, Imre utca – Mátyásföld alsó – Cinkota – Cinkota alsó – Árpádföld – Szabadságtelep – Csömör | 30-60 percenként |

## Megközelítés budapesti tömegközlekedéssel
- Busz:  31
- Éjszakai busz:  931